# Colònia Bonmatí
La Colònia Bonmatí fou una colònia industrial del riu Ter, que incloïa indústria tèxtil i paperera, a la comarca de la Selva. Pertanyia al municipi d'Amer fins al 1983, que se'n va disgregar, i actualment forma part del municipi de Sant Julià del Llor i Bonmatí. La colònia industrial va ser l'origen del nucli de Bonmatí, poble que es va anar estenent amb la construcció de noves urbanitzacions.
El conjunt està vertebrat entorn d'una plaça central, i el canal de desguàs separa en bona part el sector industrial del residencial: al sud hi ha les naus, a llevant l'antiga casa del director (avui casa de la vila), al nord els blocs dels obrers, arrenglerats en quatre llargues naus, i l'hostal botiga, que també feia funcions de cafè teatre i de centre recreatiu i social; a ponent, finalment, hi ha la central. A prop de a colònia, al vessant del turó, hi ha l'antic mas Bonmatí, la casa del propietari i creador de la colònia, reconvertit en habitatge senyorial d'estil eclèctic, amb torres, galeries i una capella, dedicada a la Puríssima Concepció.

## Descripció

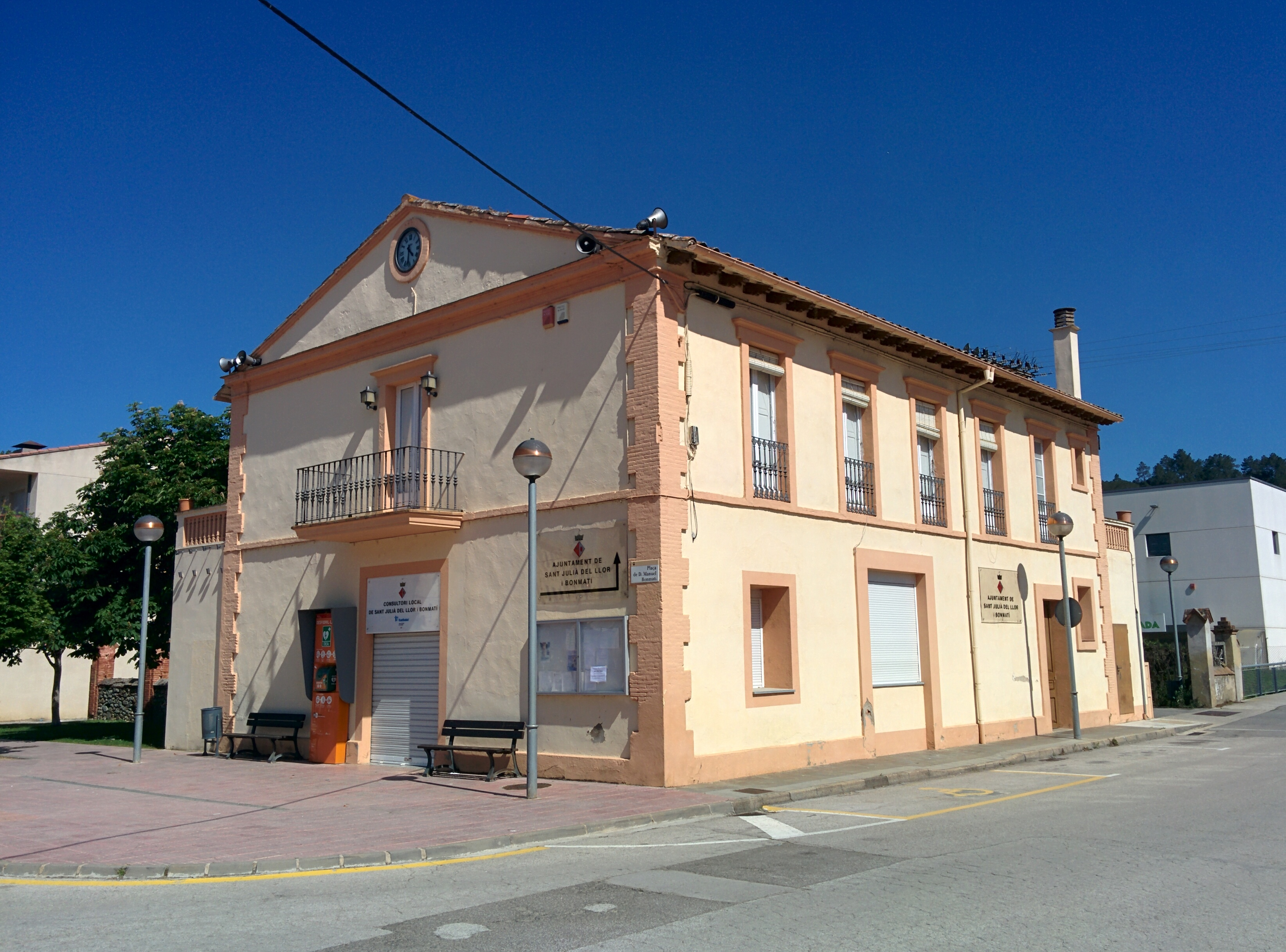
L'Ajuntament es troba en un dels edificis de la Colònia

El canal separa la zona productiva de l'espai residencial i la plaça de Don Manuel esdevé l'eix vertebrador del conjunt urbanístic, on s'encaren les naus, la modesta casa del director (reconvertida en Casa de la Vila), els pisos humils dels obrers de la colònia i l'hostal-botiga, que també feia funcions de cafè-teatre i centre recreatiu i social. En la colònia conviuen dues realitats físiques molt diferents. Així per una banda, tenim una sèrie de construccions i elements emblemàtics que al·ludeixen immediatament al passat industrial relacionat estretatament amb l'origen primigeni de la colònia.
Entre aquests elements cal citar i analitzar especialment quatre. En primer lloc, tenim els habitatges obrers. Es tracta d'una sèrie d'edificis de planta rectangular, arrenglerats en tres fileres o carrers paral·lels un al costat de l'altra. Solen comptar amb unes grans dimensions, ocupant una porció considerable d'espai físic urbanitzable. Consten de tres plantes i estan coberts amb una teulada a dues aigües de vessants a façana. El seu estat de conservació és bastant precari, com així ho acredita l'aspecte extern que presenten les diverses façanes, les quals mostren un estat molt deteriorat.
Posteriorment trobem tres elements vinculats directament amb el que seria la zona productiva. Entre aquests tenim la xemeneia de la fàbrica paperera, la qual va ser edificada el 1921 per a donar sortida als fums de les calderes de la paperera Torras. Es tracta d'una xemeneia molt alta, d'uns 30 m d'alçada aproximadament, feta tota de rajola vermella que s'alça esvelta al costat d'un altre element vertebrador de l'esfera industrial, com són les naus fabrils i industrials.
Grans naus de planta rectangular, cobertes amb una teulada a dues aigües de vessants a façana i equipades amb grans finestrals que permeten una gran entrada de llum solar. Moltes d'aquestes naus es troben sumides en un estat de semi-abandonament, mentre que d'altres s'han deslligat de la seva interdependència colonial i s'han adaptat a la modernitat conservant les seves funcions originals particulars.
L'últim element en discòrdia, però no per això menys interessant, ubicat en la plaça del Motor és el molí de barita. Es tracta d'un edifici format per dues construccions independents. Així en primer terme trobem una construcció de planta rectangular, que consta de sis grans obertures motllurades d'arc carpanell rebaixat, que executaria les tasques de magatzem. Al darrere trobem dues naus ensamblades, de planta rectangular cobertes amb una teulada a dues aigües de vessants a laterals, amb grans finestrals emmarcats amb motllures compostes per rajola i arrebossat i culminats per un òcul rodó de mida mitjana. En el coronament s'observa una fina i esvelta orla o franja dentada de dents de serra. L'estat actual en què es troba és de semi-abandonament, però en un passat no gaire llunyà va concentrar una gran activitat productiva com així ho acredita el fet que s'hi va instal·lar un motor a gas de setze tones per pujar el mineral d'un dels pous i una via per a vagonetes que descarregaven el mineral en el molí de barita. Les dotze moles eren mogudes per un enorme motor dièsel, que donà nom a la Plaça del Motor. Un rentador de mineral, que era purificat per electròlisis, i l'edifici de la Fundaria de plom complementaven aquest complex miner al costat de la colònia.
Aquests quatre elements esdevenen per tant, les restes i testimonis vivents del passant industrial immediat de la colònia. La segona realitat física present en la colònia, la trobaríem en els edificis de factura moderna i recent. Entre aquests cal citar la construcció de nova planta de diverses fileres d'habitatges unifamiliars adossats, com l'aixecament de noves naus industrials.

## Història
La primera fàbrica es va construir aprofitant l'antic canal d'un vell molí fariner que el 1846 Manuel Bonmatí transformà en fàbrica tèxtil. Les naus noves de la indústria tèxtil, construïdes entre 1898 i 1900, es destinaren a la fabricació de paper i de filats i teixits de cotó. A l'entorn de les fabriques es van construir habitatges per als treballadors i serveis bàsics. El 1896 es redactaren els projectes dels edificis de la colònia. El 1897 començà la construcció de la primera nau de la colònia i del primer carrer. La primera fàbrica entrà en funcionament el 1898, tot i que fins al 1903 no es van acabar tots els edificis industrials de la colònia. El 1940 la família Bonmatí vengué la colònia i el canal a l'empresa Mata i Pons. El 1969 s'inauguraren els primers quaranta habitatges de protecció oficial del Grup Bondia. El patronat de l'habitatge sol·licità 116 habitatges més en quatre fases. El 1978 la nova empresa propietària dels pisos, Tèxtil Armengol, posà a la venda els pisos vells de la colònia a un preu força mòdic a causa del seu mal estat, els quals foren adquirits, quasi tots, pels seus estadants, amb la qual cosa es pot considerar que deixà de ser una colònia.